# Castianeira cingulata
Castianeira cingulata, unes aranyes anomenades en anglès twobanded antmimic, és una espècie d'araneomorfa de la família dels corínnids (Corinnidae). Viu als Estats Units i el Canadà.